# Mount Lawley
Mount Lawley (ibland förkortat Mt Lawley) är en stadsdel i Perth i Australien. Den ligger i kommunen Vincent och delstaten Western Australia, nära centrala Perth. Den ligger vid sjön Lake Vasto.